# Старостин, Сергей Николаевич
Серге́й Никола́евич Ста́ростин (род. 1 января 1956, Одинцово) — советский и российский этнограф, певец, автор песен, музыкальный продюсер и телеведущий. Собиратель и исполнитель русского фольклора.
Выступает как солист, а также с различными группами и ансамблями, среди них: Moscow Art Trio, Волковтрио, Отава Ё, Жили-были, Сирин, Проще простого и Живая земля. Также выступает со своей второй женой Ольгой Лапшиной и её дочерью Марией Лапшиной.

## Биография
Сергей Старостин родился 1 января 1956 года в музыкальной семье. В семь лет поступил в московскую хоровую капеллу мальчиков, которую окончил в 15 лет, после чего обучался в консерватории по классу духовых инструментов, был кларнетистом. На первом курсе Сергей принял участие в своей первой этнографической экспедиции, в которой его поразило пение рязанской крестьянки, с чего и началось увлечение русским фольклором.
Окончил Московскую консерваторию по классу кларнета в 1981 году. С 1987 года вёл радиопередачу о русской народной музыке, а в 1991 году стал ведущим телепередачи «Мировая деревня». Также вёл передачу «Странствия музыканта» на ТК «Культура» в 2006—2010 годах.
В 1991 году присоединился к Михаилу Альперину и Аркадию Шилклоперу. Так появился коллектив Moscow Art Trio.
Старостин неоднократно выезжал в экспедиции для поиска и записи народных песен. Некоторые из них исполняются им на концертах и записаны (сольно и в разных музыкальных проектах). Кроме песен коллекционирует народные музыкальные инструменты.
Кроме исполнения народных песен, Старостин пишет свои, самая известная из которых — «Глубоко», исполняемая часто на сольных концертах Леонидом Фёдоровым и записанная с ним в альбоме «Душеполезные песни на каждый день».
C 2005 года является председателем жюри международного фестиваля этнической музыки и ремёсел «Мир Сибири» в Шушенском (до 2012 года фестиваль назывался «Саянское кольцо»).
Основал международный фольклорный коллектив «Виртуальная деревня», исполняющий в основном русский и украинский фольклор. В 2014 году с этим коллективом участвовал в проекте «Путь „Весны священной“».
С 12 марта 2020 года — ведущий авторской передачи «Странствия» на «Радио России».
Совершая экспедиции по-разным уголкам России в поисках народных песен, Сергей Старостин собрал более 3000 песен.
Интервью с Сергеем Старостиным вошло в книгу Эдуарда Боякова «Русский код. Беседы с героями современной культуры».

## Музыкальные инструменты

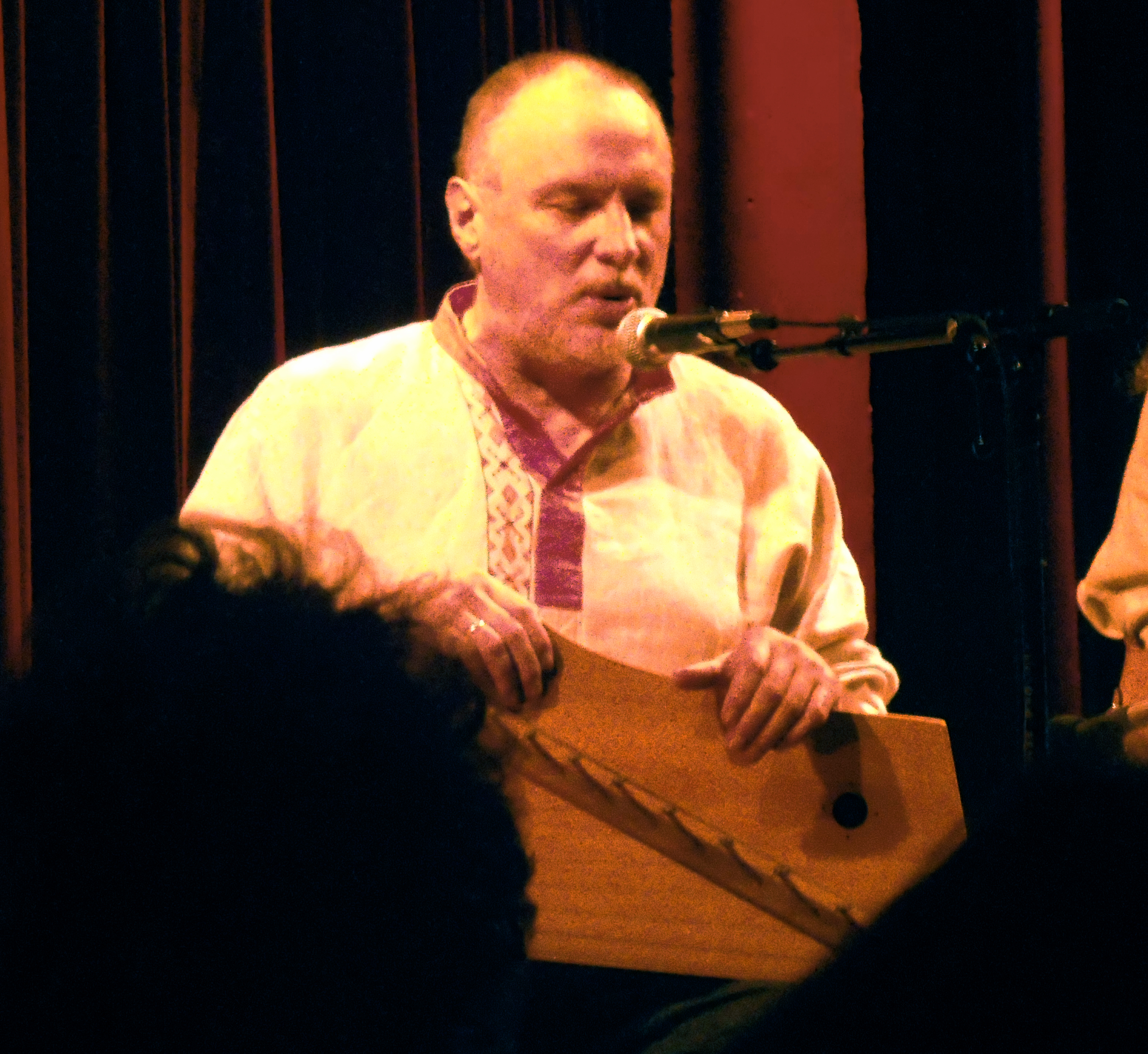
Сергей Старостин вместе с группой «Жили-были» на концерте в австрийском городе Инсбрук, культурный центр Трэвуз, 2011 г.

Сергей Старостин — мультиинструменталист. В консерватории он учился на кларнетиста, но позже его основными инструментами стали народные — жалейки (рожки), гусли, калюки, лиры и другие.
В качестве кларнетиста принимал участие в записи альбома «Юла» группы АукцЫон, в записи альбомов с «Moscow Art Trio».

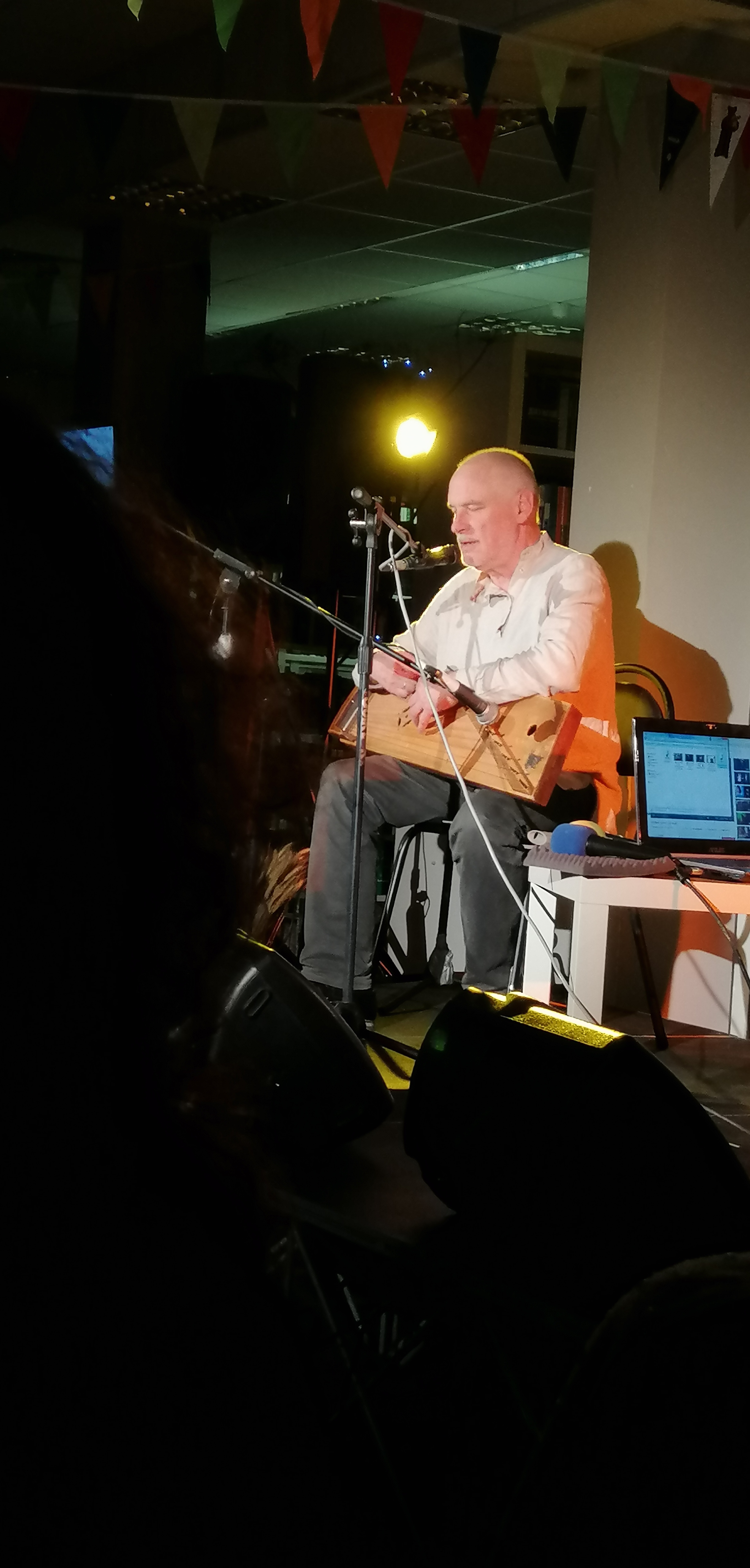
На Библионочи в московской библиотеке им. Некрасова 28 мая 2022

## Фильмография
| Год  |   | Название    | Роль         |
| ---- | - | ----------- | ------------ |
| 2004 | ф | Время жатвы | Коля (голос) |

## Номинации и награды
- В 2003 году был номининантом на премию World Music-2003 радиокомпанией BBC (Великобритания) как лучший европейский исполнитель в направлении мировой музыки[5].
- В 2011 году стал обладателем Гран-при IV международного конкурса фольклорной музыки «Еврорадио» им. Светозара Страчины в Братиславе (Словакия)[6].
- В 2013 году стал обладателем Гран-при «Этнофорума», города Томск.
- В 2014 году получил почётную грамоту Министерства культуры Красноярского края.
- В том же году получил почётную грамоту Министерства культуры Нижегородской области.
- В 2015 году получил почётную грамоту Министерства культуры Алтайского края.
- 9 июня 2016 года в Москве, в Большом театре состоялось вручение благодарности Президента Российской Федерации министром культуры России — Владимиром Ростиславовичем Мединским[7].
- 2 декабря этого же года получил благодарность от директора МДЦ «Артек» Алексея Каспаржака[8].

## Семья
Дети: сын — Иван Старостин (род. 1984, редактор в МГК им. П. И. Чайковского, также преподаватель гармонии и полифонии там же); его мать — Татьяна Алексеевна Старостина (род. 1955) — музыковед, доцент кафедры истории русской музыки МГК им. П. И. Чайковского и кафедры культурологии ПСТГУ).
Женат на актрисе театра и кино Ольге Лапшиной. Дети: сын — Степан Лапшин; дочь — Мария Лапшина. Иногда Ольга и дочь Маша принимают участие в его концертах.